# Stanisław Malec

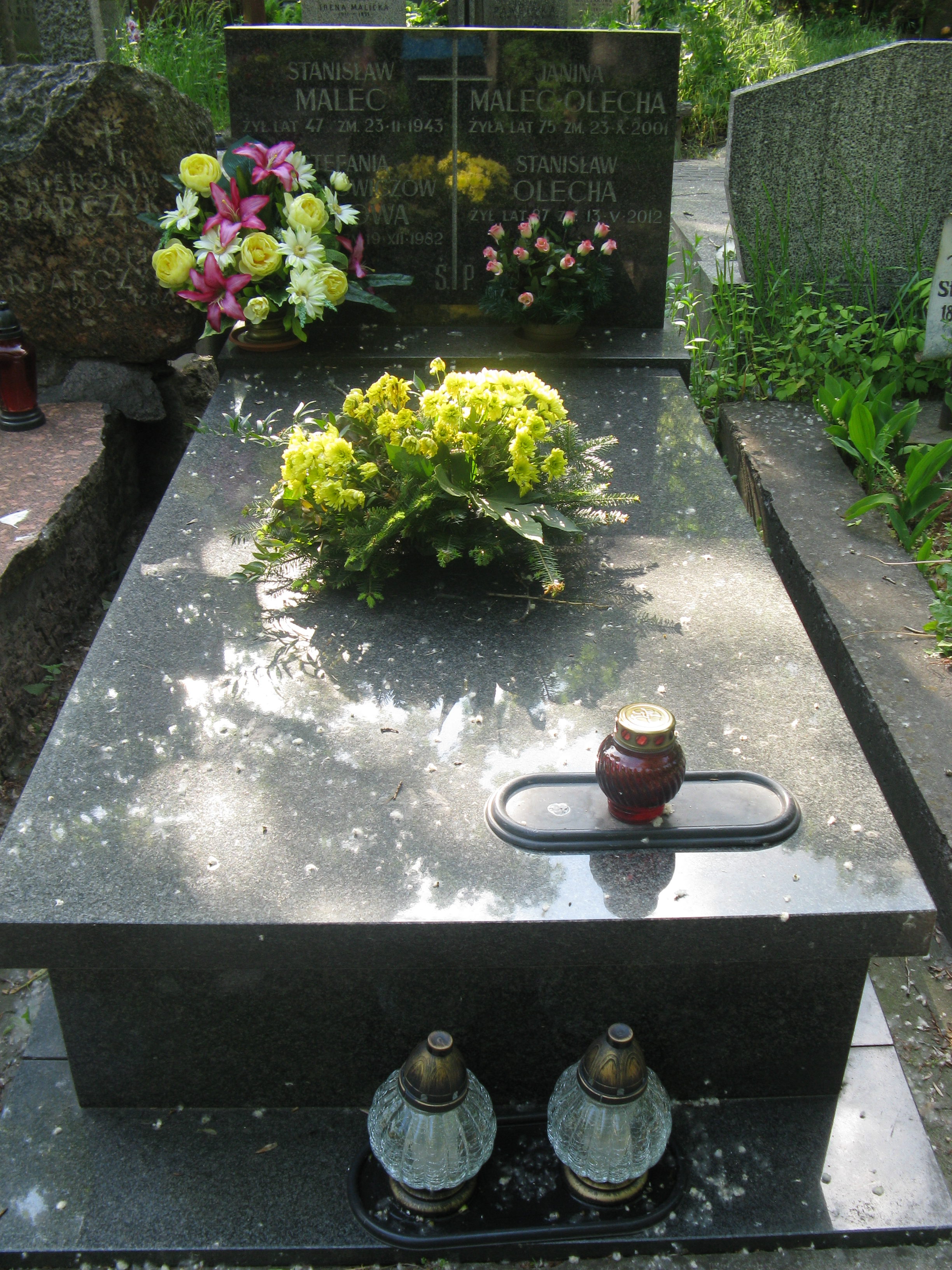
Grób Stanisława Malca na cmentarzu Powązkowskim

Stanisław Malec (ur. 5 kwietnia 1895 w Krystynopolu, zm. 23 lutego 1943 w Otwocku) – polski fizyk, nauczyciel, popularyzator techniki, dyrektor Państwowego Instytutu Robót Ręcznych w Warszawie.

## Życiorys
Syn Franciszka i Franciszki z domu Dukacz. W 1914 ukończył VII klasę w C. K. Gimnazjum w Sokalu. Był absolwentem fizyki na Uniwersytecie Lwowskim, później nazwanym Uniwersytetem Jana Kazimierza we Lwowie.
Pracę zawodową rozpoczął jako asystent już na polskim Uniwersytecie Jana Kazimierza we Lwowie, a następnie jako nauczyciel fizyki w Gimnazjum Męskim w Jarosławiu oraz Państwowym Gimnazjum im. Stefana Batorego w Warszawie, gdzie w latach 1927-1937 prowadził eksperyment pedagogiczny, zakładający rozwój sprawności uczniów w praktycznym posługiwaniu się wiedzą z zakresu fizyki. Eksperyment polegał na korelacji nauczania  fizyki i prac ręcznych, podczas lekcji prac ręcznych uczniowie wykonywali urządzenia omawiane i wykorzystywane na lekcjach fizyki (amperomierze, radioodbiorniki, modele szybowców i in.).
Wraz z Wojciechem Guzkiem, który w latach 1924-1936 był nauczycielem robót ręcznych w Państwowym Gimnazjum im. Stefana Batorego w Warszawie, zarejestrował dwa wzory użytkowe: na dynamometr oraz stolik do ćwiczeń laboratoryjnych z zakresu mechaniki.
Swoje doświadczenia dydaktyczne i wyniki eksperymentu przedstawił w licznych artykułach na łamach czasopism: Fizyka i Chemia w Szkole, Praca Ręczna w Szkole, Roboty Ręczne, Rysunek i Zajęcia Praktyczne.
W 1930 wydał drukiem książkę popularnonaukową Harce elektronów: popularny wykład o falach elektrycznych, o radiofonii i telewizji (Lwów, 1930); po II wojnie światowej przewidywane było wznowienie książki, o czym świadczy maszynopis z 1949 przygotowany do druku, zachowany  w zbiorach warszawskiego Archiwum Akt Nowych. 
Na łamach pisma dla młodzieży Młody Technik – począwszy od pierwszego numeru – prowadził rubrykę „kącik wynalazków”, w której zamieścił kilkadziesiąt tekstów przybliżających podstawy wiedzy z zakresu fizyki i jej zastosowanie w rozwiązaniach technicznych. Popularyzacją techniki zajmował się także w formie wykładów na antenie Polskiego Radia.
W latach 1929-39 był wykładowcą fizyki w Państwowym Instytucie Robót Ręcznych w Warszawie, kształcącym nauczycieli tego przedmiotu. Należał do najbliższych współpracowników dyrektora Władysława Przanowskiego.
Po śmierci Władysława Przanowskiego, w 1937 został powołany na stanowisko dyrektora Państwowego Instytutu Robót Ręcznych i redaktora kwartalnika metodycznego Praca Ręczna w Szkole.
Razem z prof. Wacławem Wernerem wydał podręcznik fizyki dla klasy III gimnazjum (Lwów-Warszawa, 1935; podręcznik miał liczne przedruki na emigracji i w kraju po II wojnie światowej) oraz dla klasy IV gimnazjum (Lwów-Warszawa, 1936; przedruki na emigracji i w kraju).
W czasie okupacji hitlerowskiej uczył fizyki na tajnych kompletach zorganizowanych dla młodzieży warszawskiej.
Stanisław Malec zmarł na gruźlicę gardła, pochowany został na cmentarzu Powązkowskim w Warszawie (kwatera 128-5-23).
W małżeństwie ze Stefanią Zdanowicz miał jedną córkę - Janinę. Docent dr hab. Janina Malec-Olecha (1926-2001), była z wykształcenia biochemikiem, absolwentką Akademii Medycznej w Warszawie, pracowała w Instytucie Hematologii w Warszawie; opublikowała ponad sto prac, w tym książki: Izotopy w służbie biologii, Mechanizmy obronne organizmu, Substancje promieniotwórcze.